# Mohammad Ghorbani
Pour les articles homonymes, voir Ghorbani.
Mohammad Ghorbani (en persan : محمد قربانی), né le 21 mai 2001 à Arak en Iran, est un footballeur international iranien. Il joue au poste de milieu défensif au Al-Wahda FC.

## Biographie

### En club
Né à Arak en Iran, Mohammad Ghorbani est formé par le Havadar S.C. (en) avant de rejoindre le Nassaji Mazandaran, où il débute en professionnel, jouant son premier match le 25 juillet 2021 lors d'une rencontre de championnat face au Esteghlal FC. Il entre en jeu à la place d'Ayoub Kalantari (en) et son équipe est battue par trois buts à un.
Lors de l'été 2022, Mohammad Ghorbani rejoint le Sepahan SC. Il joue son premier match pour cette équipe le 5 septembre 2022, lors d'une rencontre de championnat face au Zob Ahan. Les deux équipes se neutralisent ce jour-là (1-1 score final).
Ghorbani marque son premier but en professionnel avec ce club, le 18 septembre 2023, à l'occasion d'une rencontre de Ligues des champions de l'AFC face au Al-Qowa Al-Jawiya. Il est titularisé et les deux formations se quittent sur un score nul de deux partout.
Le 21 février 2024, Mohammad Ghorbani rejoint la Russie en signant en faveur du FK Orenbourg. Il signe un contrat de trois ans et demi,.

### En sélection
Mohammad Ghorbani honore sa première sélection avec l'équipe nationale d'Iran le 26 mars 2024, face au Turkménistan. Il est titularisé jeu et son équipe s'impose sur le score de un but à zéro.